# Kalretikulin
Kalretikulin je jedan od glavnih proteina endoplazmatskog retikuluma, a glavne uloge su mu potpomaganje smatanja proteina i održavanje homeostaze kalcija.  Iznimno je negativno nabijen protein čija je masa 60kDa, a izoelektrična točka mu ima vrijednost od 4,7.

## Struktura
Struktura kalretikulina podijeljena je na tri funkcionalne domene: N, P i C domena. C domena posjeduje najveći kapacitet za vezanje kalcija, dok P domena bogata prolinom ima veliki afinitet za vezanje kalcija no mali kapacitet. N domena sadrži fosforilacijsko mjesto, mjesto za vezanje hormonskih receptora i podjedinica integrina.

## Lokacija
Inače rezidentni protein ER-a, može se još naći i u perforinima CD8+ stanica, akrosomi spermija, slini krpelja i u krvi.

## Funkcije
Kalretikulin sudjeluje u velikom broju funkcija stanice, a dvije su njegove najbitnije uloge u ER-u  regulacija homeostaze Ca2+  i uloga šaperona. Druge uloge u  ER-u su modulacija unosa i izlaska Ca2+   putem SERCA  i InsP3 proteina, modulacija degradacije ostalih šaperona itd. Osim funkcija unutar ER, kalretikulin izvan njega može modulirati staničnu adheziju, signalizaciju Ca2+ ionima ovisnu o integrinima, ekspresiju gena ovisnu o vezanju steroida itd.

### Lektin-like šaperon
Ulogu šaperona kalretikulin obavlja poput lektina - veže nezrele glikoproteine tako što prepoznaje terminalnu glukozu te manozne dijelove preko Glc1Man9GlcNAc2  oligosaharida. Osim oligosaharida veže kalcij koji je neophodan za funkciju kalretikulina kao i za vezanje drugih proteina šaperona u kompleks. Ukoliko šaperoni pravilno smotaju protein, s njega će se ukloniti i zadnja molekula glukoze te će moći izaći iz ER-a. Iako je kalretikulin protein koji obavlja tako važnu ulogu ona i dalje nije dovoljno detaljno istražena. 

### Regulacija homeostaze Ca2+
Zbog brojnih šaperona koji vežu kalcijeve ione i time povećavaju kapacitet pohrane, luminalna koncentracija Ca2+ u ER-u tri je puta veća od koncentracije Ca2+ u citosolu. Deplecija Ca2+ u ER-u rezultirala bi inhibicijom funkcije šaperona, pogrješnim smatanjem proteina, narušavanjem interakcija kalretikulina s drugim šaperonima koje su Ca2+ ovisne, stabilnost šaperona itd.
Također, prekomjerna ekspresija kalretikulina ima velik efekt na unutarstanično pohranjen Ca2+ zbog povećanog vezanja kalcija na regije visokog kapaciteta.
Kalretikulin djeluje kao blokator SERCA proteina te tako smanjuje unos Ca2+ u ER, a njegova deplecija pokazuje smanjeno otpuštanje Ca2+ iz ER-a putem InsP3 proteina.

## Kalretikulin i rak
Mutacije koje nastaju spontano ili inducirano, mogu dovesti do narušavanja stanične homeostaze i ugrožavanja imunosnog nazora što u konačnici može rezultirati stvaranjem raka. Insercije ili delecije, na C-terminalom dijelu 9. eksona kalretikulina, uzrokuju promjenu naboja amino kiselina iz negativnog u pozitivni.
Mutirani kalretikulin izlazi iz endoplazmatskog retikuluma i stvara komplekse sa trombopoetinskim receptorom, što posljedično rezultira njegovom dimerizacijom i aktivira signalnu kaskadu JAK2, MAPK i STAT. Prisutna je trombopoetin neovisna signalizacija koja dovodi do nekontrolirane klonalne ekspanzije hematopoetskih matičnih stanica i megakariocita. Terapeutski potencijal je vidljiv u upotrebi inbihitora JAK2 puta.